# Splachnobryum gracile
Splachnobryum gracile là một loài rêu trong họ Splachnobryaceae. Loài này được Besch. mô tả khoa học đầu tiên năm 1885.